# Vale de Prazeres e Mata da Rainha
Vale de Prazeres e Mata da Rainha (llamada oficialmente União das Freguesias de Vale de Prazeres e Mata da Rainha) es una freguesia portuguesa del municipio de Fundão, distrito de Castelo Branco.

## Historia
Fue creada el 28 de enero de 2013 en aplicación de una resolución de la Asamblea de la República de Portugal promulgada el 16 de enero de 2013 con la unión de las freguesias de Mata da Rainha y Vale de Prazeres, pasando su sede a estar situada en la antigua freguesia de Vale de Prazeres.

## Demografía
| Gráfica de evolución demográfica de Vale de Prazeres e Mata da Rainha entre 2011 y 2021 |
|                                                                                         |
| Datos según el nomenclátor publicado por el INE portugués.                              |